# William Wilfred Campbell
William Wilfred Campbell (ur. 1 czerwca 1861 w Berlinie w Ontario (obecnie Kitchener), zm. 1 stycznia 1918 k. Ottawy) – kanadyjski pastor anglikański, urzędnik i poeta anglojęzyczny.

## Życiorys
Jego rodzicami byli pastor Thomas Swainston Campbell i Matilda Frances Wright. Studiował na University of Toronto, później pracował jako urzędnik. W 1883 ożenił się z Mary Louisą DeBelle (Dibble). Miał z nią czworo dzieci, trzy córki i syna. W 1885 został ordynowany na pastora. Posługę pełnił do 1891, kiedy to zdecydował się poświęcić literaturze. Pozostając pod wpływem angielskich romantyków pisał refleksyjne liryki pejzażowe (Lake Lyrics, 1889), a także obyczajowe dramaty pisane wierszem (Poetical Tragedies, 1908) i powieści historyczne. Tworzył między innymi sonety. Pisał też poematy w formie monologu dramatycznego (Unabsolved). Zbiór jego wierszy ukazał się w 1905 jako The Collected Poems of Wilfred Campbell. Jego inne dzieła to The Dread Voyage (1893), Beyond the Hills of Dream (1889) i Sagas of Vaster Britain (1914). Zredagował również antologię
The Oxford Book of Canadian Verse (1913).
Wśród wierszy Campbella jest elegia na cześć poety Archibalda Lampmana.